# Đường Chiêu Tông
Đường Chiêu Tông (chữ Hán: 唐昭宗, 31 tháng 3 năm 867 – 22 tháng 9 năm 904), nguyên danh Lý Kiệt (李傑), sau cải thành Lý Mẫn (李敏), rồi Lý Diệp (李曄), là hoàng đế áp chót của nhà Đường. Ông trị vì từ năm 888 đến 904, bị gián đoạn khi hoạn quan Lưu Quý Thuật buộc ông thoái vị trong vài tháng vào năm 900-901. Đường Chiêu Tông là hoàng tử thứ 7 của Đường Ý Tông và là em của Đường Hy Tông.
Trong thời gian Đường Chiêu Tông trị vì, Đại Đường tiếp tục chìm trong tình trạng rối loạn vốn đã bắt đầu dưới triều đại của Đường Hy Tông, quyền lực của triều đình Trung ương trên thực tế đã không còn. Đường Chiêu Tông đã cố gắng phục hưng vương triều, tái khẳng định quyền lực của hoàng đế, song thường là phản tác dụng. Đường Chiêu Tông đã thất bại khi chống lại Lý Khắc Dụng, Trần Kính Tuyên, và Lý Mậu Trinh. Cuối cùng, quân phiệt Chu Toàn Trung trở thành người khống chế triều đình Đường, sang năm 904 thì sát hại Đường Chiêu Tông nhằm chuẩn bị cướp ngôi.

## Thân thế
Lý Kiệt sinh năm 867, dưới triều đại của vua cha Đường Ý Tông, ở phía đông hoàng cung tại Trường An. Mẹ của ông là Vương thị, không rõ cấp bậc trong hậu cung. Bà dường như đã qua đời một thời gian ngắn sau khi hạ sinh Lý Kiệt. (Do Lý Kiệt cũng được ghi là 'mẫu đệ' của Đường Hy Tông, có vẻ như ông được Vương quý phi dưỡng dục.)
Năm 872, Đường Ý Tông phong cho Lý Kiệt tước hiệu Thọ vương. Vào năm 877, anh Lý Kiệt là Lý Nghiễm (nay đổi tên thành Lý Huân) trở thành hoàng đế, tức Đường Hi Tông, Lý Kiệt được trao chức Khai phủ nghi đồng tam ty, U châu đại đô đốc, Lư Long tiết độ sứ. (Khi đó, Lư Long quân thực tế do quân phiệt Lý Khả Cử cai quản.) Lý Kiệt đặc biệt thân cận với Đường Hy Tông, ông đã theo Đường Hy Tông chạy khỏi Trường An nhằm tránh quân khởi nghĩa nông dân do Hoàng Sào lãnh đạo vào năm 880. Trong lần trốn chạy này, Lý Kiệt mới 14 tuổi âm, ông kiệt sức và yêu cầu Tả Thần Sách trung úy Điền Lệnh Tư trao cho một con ngựa; Điền Lệnh Tư từ chối và đánh Lý Kiệt, buộc phải đi tiếp. Sau đó, Lý Kiệt oán hận sâu sắc Điền Lệnh Tư.
Năm 888, khi quân khởi nghĩa Hoàng Sào bị tiêu diệt và triều đình trở về Trường An, Đường Hi Tông lâm bệnh nặng. Cát vương Lý Bảo là hoàng đệ nhiều tuổi nhất còn sống của Đường Hy Tông, và được đánh giá là khôn ngoan, vì thế các quan lại trong triều muốn Lý Bảo kế vị Đường Hi Tông, song hoạn quan Dương Phục Cung lại ủng hộ Lý Kiệt, vì thế Đường Hi Tông đã ban chiếu chỉ phong Lý Kiệt làm hoàng thái đệ. Ngay sau đó, Đường Hi Tông qua đời, Lý Kiệt đổi tên thành Lý Mẫn, tức vị trở thành Đường Chiêu Tông. Trong thời gian quốc tang, tể tướng Vi Chiêu Độ là người phụ chính.

## Chống Trần Kính Tuyên và Lý Khắc Dụng
Người dân đặt hy vọng ở Đường Chiêu Tông do ông được nhìn nhận là thông minh, anh tuấn, quả quyết, và tài giỏi, có tham vọng khôi phục lại quyền lực đã mất của vua Đường trong thời gian Đường Hy Tông trị vì. Không lâu sau khi tức hoàng đế vị, Đường Chiêu Tông lại đổi tên thành Lý Diệp.
Đường Chiêu Tông nhận được biểu của Vương Kiến và Đông Xuyên tiết độ sứ Cố Ngạn Lãng đề xuất bãi chức Tây Xuyên tiết độ sứ Trần Kính Tuyên (thân thích của Điền Lệnh Tư). Đường Chiêu Tông vẫn còn bực tức Điền Lệnh Tư- đang nương nhờ Trần Kính Tuyên, vì thế hạ chiếu triệu Trần Kính Tuyên trở về Trường An và bổ nhiệm tể tướng Vi Chiêu Độ đi thay thế. Khi Trần Kính Tuyên từ chối tuân chỉ, Đường Chiêu Tông liền bổ nhiệm Vi Chiêu Độ là "Hành doanh chiêu thảo sứ", cùng với Vương Kiến và Cố Ngạn Lãng và Sơn Nam Tây đạo tiết độ sứ Dương Thủ Lượng tiến công Trần Kính Tuyên.
Khi chiến dịch chống lại Trần Kính Tuyên khởi đầu, cũng là lúc một chiến dịch khác kéo dài từ những năm cuối triều đại của Đường Hy Tông chấm dứt. Phụng Quốc tiết độ sứ Tần Tông Quyền đã xưng đế tại Thái châu- thủ phủ của Phụng Quốc- vào năm 885 và khiển binh tiến đánh các quân lân cận của Đường. Năm 888, sức mạnh của Tần Tông Quyền suy yếu sau các cuộc tiến công của Tuyên Vũ tiết độ sứ Chu Toàn Trung, và đến năm 888 thì Tần Tông Quyền bị thuộc hạ là Thân Tùng (申叢) lật đổ. bị giải đến Trường An để chịu xử tử.
Mặc dù Dương Phục Cung có công đưa Đường Chiêu Tông làm hoàng đế, song đến năm 889 thì bắt đầu có xung đột giữa họ, dẫn đến một cuộc tranh luận công khai giữa Dương Phục Cung và Khổng Vĩ khi Khổng Vĩ buộc tội Dương Phục Cung bất kính với hoàng đế. Trương Tuấn chủ trương hoàng đế cần có một đội quân hùng mạnh để phục hồi quyền lực trước các quân phiệt và Thần Sách quân do các hoạn quan chỉ huy, Đường Chiêu Tông do vậy bắt đầu tuyển quân và số lượng binh sĩ đã lên tới 10 vạn vào mùa xuân năm 890.
Khổng Vĩ và Trương Tuấn cho rằng đã đến lúc kiểm nghiệm đội quân này, nhằm thể hiện uy thế của mình trong cuộc đấu tranh chống Dương Phục Cung trong triều đình. Do đó, Trương Tuấn ủng hộ tiến hành một chiến dịch chống lại Hà Đông tiết độ sứ Lý Khắc Dụng, và khi đó Chu Toàn Trung cũng thỉnh cầu triều đình chinh phạt Lý Khắc Dụng. Đường Chiêu Tông chấp thuận, và đến mùa hè năm 890 thì tiến hành chiến dịch, quân của Chu Toàn Trung tiến công Chiêu Nghĩa quân  từ phía đông nam; Lý Khuông Uy và Đại Đồng tiết độ sứ Hách Liên Đạc tiến công từ đông bắc; đại quân triều đình do Trương Tuấn thống soái tiến công từ phía tây nam. Tuy nhiên sau đó, quân của Chu Toàn Trung, Lý Khuông Uy và Hách Liên Đạc bị đẩy lui, đại quân triều đình thất bại liên tiếp trước quân Hà Đông của Lý Khắc Dụng và cuối cùng sụp đổ hoàn toàn, Trương Tuấn và Trấn Quốc tiết độ sứ Hàn Kiến chạy thoát chỉ với một đội quân nhỏ. Sau đó Lý Khắc Dụng đe dọa tiến công, Đường Chiêu Tông buộc phải phục chức tước cho Lý Khắc Dụng và đưa Trương Tuấn cùng Khổng Vĩ đi lưu đày.
Trong khi quân triều đình chiến bại trước Lý Khắc Dụng, chiến dịch chống Trần Kính Tuyên lâm vào bế tắc, quân triều đình bao vây Thành Đô song không thể chiếm được chiếm được thành, quốc khố triều đình bị suy kiệt, vì thế Đường Chiêu Tông cũng quyết định chấm dứt chiến dịch Tây Xuyên. Đường Chiêu Tông xá tội cho Trần Kính Tuyên và triệu hồi Vi Chiêu Độ, trong khi lệnh cho Cố Ngạn Lãng và Vương Kiến đem lính về quân do họ cai quản. Tuy nhiên, Vương Kiến không muốn chấp nhận kết cục này, và tiếp tục bao vây Thành Đô. Vào mùa thu năm 891, Trần Kính Tuyên và Điền Lệnh Tư đầu hàng Vương Kiến, Vương Kiến đoạt lấy Tây Xuyên quân.

## Xung đột ban đầu với Lý Mậu Trinh
Dương Phục Cung vốn là người phản đối chiến dịch tiến công Lý Khắc Dụng, song việc Đường Chiêu Tông kết thúc chiến dịch này không khiến xung đột giữa hai bên chấm dứt, mà lại khiến nó thêm sâu sắc. Vào mùa thu năm 891, Dương Phục Cung xin được trí sĩ, Đường Chiêu Tông đã chuẩn thuận việc này. Không lâu sau, xuất hiện tin đồn rằng Dương Phục Cung lập kế hoạch nổi dậy tại Trường An cùng với Dương Thủ Tín (楊守信), Đường Chiêu Tông đã phái binh tiến công vào phủ đệ của Dương Phục Cung, Dương Phục Cung và Dương Thủ Tín chạy đến Sơn Nam Tây đạo của Dương Thủ Lượng. Dương Phục Cung sau đó tiến hành nổi dậy chống triều đình cùng các con và cháu nuôi.
Trước tình thế này, Phượng Tường tiết độ sứ Lý Mậu Trinh cùng với các đồng minh là Tĩnh Nan tiết độ sứ Vương Hành Du, Hàn Kiến, cũng như Thiên Hùng tiết độ sứ Lý Mậu Trang (李茂莊) và Khuông Quốc tiết độ sứ Vương Hành Ước (王行約) hợp binh dưới quyền thống soái của Lý Mậu Trinh, đề xuất được tiến công họ Dương. Mặc dù xem họ Dương là kẻ thù, song Đường Chiêu Tông lo sợ rằng nếu Lý Mậu Trinh đánh bại được họ Dương thì triều đình sẽ khó có thể kiểm soát được người này, vì thế thoạt đầu ông bác bỏ đề xuất. Tuy nhiên, Lý Mậu Trinh và Vương Hành Du vẫn tiến công, Đường Chiêu Tông lo sợ rằng Lý Mậu Trinh sẽ tự ý đồ sát người dân Sơn Nam Tây đạo nên đã buộc phải lập Lý Mậu Trinh làm thống soái chiến dịch chống họ Dương. Vào mùa đông năm 892, Hưng Nguyên thất thủ, họ Dương chạy trốn song sau đó đã bị Hàn Kiến bắt giữ và bị đưa đến Trường An để xử tử.
Lý Mậu Trinh muốn hợp nhất Sơn Nam Tây đạo vào lãnh địa của mình, vì thế đã thỉnh cầu được giữ chức tiết độ sứ của quân này, kỳ vọng rằng Đường Chiêu Tông sẽ để ông ta làm tiết độ sứ của cả Phượng Tường và Sơn Nam Tây đạo. Tuy nhiên, Đường Chiêu Tông lại hạ chỉ bổ nhiệm Lý Mậu Trinh là tiết độ sứ của Sơn Nam Tây đạo và Vũ Định, trong khi bổ nhiệm tể tướng Từ Ngạn Nhược làm Phượng Tường tiết độ sứ. Lý Mậu Trinh sau đó thượng biểu với lời lẽ ngạo mạn cho Đường Chiêu Tông để chế nhạo hoàng đế không thể đánh bại họ Dương và không thể kiểm soát nổi các tiết độ sứ. Đường Chiêu Tông nổi giận và quyết định chuẩn bị tiến hành một chiến dịch chống lại Lý Mậu Trinh, bất chấp phân tích của tể tướng Đỗ Nhượng Năng rằng triều đình lúc này không có đủ sức mạnh để đánh bại Lý Mậu Trinh. Vào mùa thu năm 893, Đường Chiêu Tông phát động chiến dịch tiến công Lý Mậu Trinh, lệnh Đỗ Nhượng Năng phụ trách hậu cần, phái Đàm vương Lý Tự Chu (李嗣周) thống lĩnh 3 vạn quân hộ tống Từ Ngạn Nhược đến Phượng Tường. Tuy nhiên, đội quân của triều đình do mới hình thành nên có sĩ khí yếu kém và ít kinh nghiệm chiến đấu, và liền tan ra khi đối đầu với đội quân của Vương Hành Du. Lý Mậu Trinh tiến sát Trường An, yêu cầu Đỗ Nhượng Năng phải bị giết, Đường Chiêu Tông đành buộc Đỗ Nhượng Năng tự sát và cho phép Lý Mậu Trinh cai quản Phượng Tường, Sơn Nam Tây đạo, Vũ Định và Thiên Hùng. Sau thời điểm này, Lý Mậu Trinh cùng Vương Hành Du liên minh với tể tướng Thôi Chiêu Vĩ, và có ảnh hưởng rất lớn đến việc xử lý quốc sự, hoàng đế sẽ không thể thực hiện phương sách nào mà họ phản đối.
Năm 895, Hộ Quốc, tiết độ sứ Vương Trọng Doanh qua đời, Vương Kha (王珂) và Vương Củng (王珙) tranh giành quyền kế nhiệm. Lý Khắc Dụng ủng hộ Vương Kha; còn Lý Mậu Trinh, Vương Hành Du và Hàn Kiến thì ủng hộ Vương Củng, họ đều thượng biểu cho Đường Chiêu Tông. Đường Chiêu Tông thuận theo ý của Lý Khắc Dụng và bổ nhiệm Vương Kha là Hộ Quốc tiết độ sứ. Đáp lại, Lý Mậu Trinh, Vương Hành Du và Hàn Kiến lại tiến vào kinh thành, giết chết Vi Chiêu Độ và Lý Hề vì họ cho hai người này đứng sau quyết định của Đường Chiêu Tông.
Lý Khắc Dụng phản ứng mạnh mẽ trước hành động này, ông ta đem quân của mình vượt Hoàng Hà, chuẩn bị tiến công Lý-Vương-Hàn. Xuất hiện tin đồn rằng Lý Mậu Trinh và Vương Hành Du đều muốn bắt Đường Chiêu Tông để đưa về lãnh địa của họ, Đường Chiêu Tông vì thế đã cùng các quan lại chạy trốn vào Tần Lĩnh, người dân Trường An lũ lượt theo sau. Trong khi đó, Lý Khắc Dụng đánh bại quân của Vương Hành Du và Lý Mậu Trinh, bao vây thủ phủ Bân châu (邠州) của Vương Hành Du, Vương Hành Du chạy trốn và bị thuộc hạ giết chết. Lý Mậu Trinh và Hàn Kiến quy hàng, thỉnh tội và triều cống cho Đường Chiêu Tông. Đường Chiêu Tông trở về Trường An, khao thưởng lớn Lý Khắc Dụng và thuộc hạ, song khi Lý Khắc Dụng đề xuất tiến công Lý Mậu Trinh, Đường Chiêu Tông lo sợ nếu Lý Mậu Trinh bị diệt thì Lý Khắc Dụng sẽ không còn đối trọng, do vậy không chuẩn thuận. Lý Khắc Dụng rút về Hà Đông, và sau đó không còn trở lại Quan Trung.
Vua Đại Vĩ Hài của vương quốc Bột Hải đã cử vương tử Đại Phong Duệ (Dae Bong-ye, khi đó đã hơn 15 tuổi) cùng đoàn sứ giả người Bột Hải sang nhà Đường (đời vua Đường Chiêu Tông) tiến cống cùng năm 895, ngẫu nhiên lại trùng hợp lúc sứ giả nước Tân La (đời vua Tân La Chân Thánh nữ vương) cũng đến Trường An nhà Đường, điều này phát sinh sự kiện tranh tịch giữa Bột Hải và Tân La. Học giả Tân La là Thôi Trí Viễn ghi rằng Đại Phong Duệ và đoàn sứ giả người Bột Hải ở Trường An nhà Đường đã tự xưng Bột Hải là "Mạt Hạt", "Túc Mạt Tiểu Phiên", đồng thời nhận nước Tân La là thượng quốc. Bởi lẽ khi đó giới quý tộc gốc Cao Câu Ly trong triều đình Bột Hải đã bị người Mạt Hạt lấn át quyền hành và dân số người Mạt Hạt trong lãnh thổ vương quốc Bột Hải này cũng đã chiếm tỷ lệ cao hơn người gốc Cao Câu Ly. Một số sứ thần Bột Hải cũng đã mang họ Mạt Hạt.
Tháng 10 năm 895, một sắc lệnh của Đường Chiêu Tông đã được trao cho vua Đại Vĩ Hài của vương quốc Bột Hải. Nội dung của sắc lệnh là công nhận Đại Vĩ Hài là vua của vương quốc Bột Hải.

## Chạy đến Hoa châu
Đường Chiêu Tông nỗ lực tái thiết quân đội triều đình và giao quyền chỉ huy cho các thân vương, bao gồm Đàm vương Lý Tự Chu, Diên vương Lý Giới Phi, và Thông vương Lý Tư. Tuy nhiên, Lý Mậu Trinh lo ngại trước diễn biến này, đến mùa hè năm 896, ông ta lại tiến công vào Trường An. Đường Chiêu Tông ngay lập tức cầu viện Lý Khắc Dụng, song Lý Khắc Dụng nay không thể cứu viện. Quân của Lý Mậu Trinh đánh bại quân của Lý Tự Chu, Lý Tự Chu sau đó đề xuất chạy đến Hà Đông. Đường Chiêu Tông thoạt đầu chấp thuận và chuẩn bị tiến đến Phu châu, dự tính vượt Hoàng Hà sang Hà Đông tại đây; ông cũng khiển Lý Giới Phi đến Hà Đông chuẩn bị. Tuy nhiên, sau khi Đường Chiêu Tông dời khỏi Trường An, Hàn Kiến đã phái sứ giả đến và sau đó đích thân đến gặp ông, thuyết phục ông đến Hoa châu (華州)- thủ phủ của Trấn Quốc do Hàn Kiến kiểm soát, hứa hẹn sẽ dốc hết sức mình để duy trì quyền lực của hoàng đế. Do cả Đường Chiêu Tông và các triều sĩ đều lo lắng trước hành trình xa xôi nếu muốn tới Hà Đông, Đường Chiêu Tông chấp thuận đến Hoa châu.
Sau khi đến Hoa châu, Đường Chiêu Tông trên thực tế bị Hàn Kiến khống chế, và khi triều đình tiến hành các nỗ lực thực sự nhằm giao chiến với Lý Mậu Trinh, Hàn Kiến đều ngăn lại. Hơn nữa, Hàn Kiến còn buộc Đường Chiêu Tông phải giải tán thân quân do các thân vương chỉ huy, và sau khi Lý Giới Phi trở về từ Hà Đông, Hàn Kiến sát hại 11 vị thân vương do biết rằng Lý Khắc Dụng không định cứu viện.
Lúc này vua Nam Chiếu là Mông Long Thuấn bị Dương Đăng sát hại vào năm 897, Mông Thuấn Hóa Trinh lên kế vị. Thanh bình quan Trịnh Mãi Tự chuyên quyền ở Nam Chiếu khiến vua Mông Thuấn Hóa Trinh phái sứ giả kế tục sang nhà Đường thỉnh cầu hòa hiếu song vua Đường Chiêu Tông không đồng ý.
Đường Chiêu Tông thiết lập hòa bình với Lý Mậu Trinh vào mùa xuân năm 898, phục hồi quan tước cho Lý Mậu Trinh. Do Chu Toàn Trung đề xuất dời kinh thành đến đông đô Lạc Dương, Hàn Kiến và Lý Mậu Trung lo sợ rằng Chu Toàn Trung sẽ phái quân đến bắt hoàng đế, do đó họ cho sửa chữa cung điện và các công thự tại Trường An mà trước đó bị quân của Lý Mậu Tỉnh phá hoại. Vào mùa thu năm 898, Đường Chiêu Tông trở về Trường An, song nay quanh ông chỉ còn Thần Sách quân do các hoạn quan quản lý.

## Thoái vị và phục vị
Trong khi đó, quyền lực của Thôi Dận trong triều ngày càng lớn, người này rất hận các hoạn quan và cũng liên kết với Chu Toàn Trung. Đường Chiêu Tông tin tưởng Thôi Dận và sau đó còn nói với Hàn Ác rằng "Thôi Dận tuy tận trung song so với khanh thì nhiều mưu kế hơn". Vào năm 900 Đường Chiêu Tông đã cùng với Thôi Dận lập kế hoạch đồ sát các hoạn quan. Khi tể tướng Vương Đoàn bày tỏ chống lại hành động như vậy vì cho rằng nó quá mạnh tay, Thôi Dận đã buộc tội Vương Đoàn liên kết với các hoạn quan có uy quyền là xu mật sứ Chu Đạo Bật (朱道弼) và Cảnh Vụ Tu (景務脩). Nhận được cáo buộc của Thôi Dận, Đường Chiêu Tông đã hạ chiếu buộc Vương Đoàn, Chu Đạo Bật và Cảnh Vụ Tu phải tự sát, Thôi Dận từ thời điểm đó trở thành nhân vật đứng đầu trong triều đình, các hoạn quan tức giận và lo sợ ông ta.
Các hoạn quan cũng lo sợ Đường Chiêu Tông, vì sau khi từ Hoa châu trở về, ông trở nên trầm cảm, nghiện rượu và tính khí bất định. Bốn hoạn quan có quyền lực là Lưu Quý Thuật, Vương Trọng Tiên, Vương Ngạn Phạm, Tiết Tề Ác bắt đầu lên kế hoạch loại bỏ ông. Vào mùa đông năm 900, Đường Chiêu Tông trong một dịp uống say đã hạ sát vài thái giám và cung nữ, Lưu Quý Thuật đã dẫn Thần Sách quân tiến vào cung điện và buộc Đường Chiêu Tông phải thiện nhượng cho Thái tử Lý Dụ. Đường Chiêu Tông và Hà hoàng hậu trở thành thái thượng hoàng và thái thượng hoàng hậu, song bị quản thúc. Lý Dụ được các hoạn quan đổi tên thành Lý Chẩn, xưng là hoàng đế, song triều đình thực tế nằm trong tay các hoạn quan. Các hoạn quan muốn giết Thôi Dận, song lo sợ đồng minh của Thôi Dận là Chu Toàn Trung có thể sẽ phản ứng gay gắt.
Thôi Dận liên hệ với Chu Toàn Trung, âm mưu phục vị cho Đường Chiêu Tông. Thôi Dận cũng thuyết phục Tả Thần Sách chỉ huy sứ Tôn Đức Chiêu (孫德昭) tham gia cùng mình, Tôn Đức Chiêu lại thuyết phục được Đổng Ngạn Bật (董彥弼) và Chu Thừa Hối (周承誨). Đến mùa xuân năm 901, họ đã hành động và đầu tiên là phục kích và giết chết Vương Trọng Tiên, bắt Lưu Quý Thuật và Vương Ngạn Phạm, song sau cũng đánh chết, Tiết Tề Ác bị chặt đầu. Đường Chiêu Tông lại trở thành hoàng đế vào tháng 1 năm 901, ông ban quốc tính cho ba sĩ quan của Thần Sách quân thành Lý Kế Chiêu (李繼昭), Lý Ngạn Bật (李彥弼), và Lý Kế Hối (李繼誨).

## Chạy đến Phượng Tường
Một thời gian ngắn sau khi Đường Chiêu Tông phục vị, Lý Mậu Trinh thể hiện mong muốn tái lập quan hệ với hoàng đế khi đến Trường An yết kiến Đường Chiêu Tông. Trong khi Lý Mậu Trinh ở tại Trường An, Thôi Dận đã đề xuất loại bỏ quyền kiểm soát của các hoạn quan đối với Thần Sách quân, chuyển giao trách nhiệm này cho ông ta và Lục Ỷ. Tuy nhiên, đề xuất này đã bị Lý Kế Chiêu, Lý Ngạn Bật, Lý Kế Hối phản đối. Đường Chiêu Tông từ chối đề xuất này, bổ nhiệm các hoạn quan Hàn Toàn Hối và Trương Ngạn Hoằng chỉ huy Thần Sách quân, hơn nữa còn muốn hoạn quan đã cáo hưu là Nghiêm Tuân Mỹ làm trung úy lưỡng quân của Thần Sách quân, song Nghiêm Tuân Mỹ từ chối. Thôi Dận lo sợ trước việc các hoạn quan lại được chỉ huy Thần Sách quân, vì thế ông ta đã thỉnh cầu Lý Mậu Trinh để một đội quân Phượng Tường ở lại Trường An nhằm chống các hoạn quan; Lý Mậu Trinh chấp thuận và khiển dưỡng tử là Lý Kế Quân (李繼筠) chỉ huy đội quân Phượng Tường tại kinh thành.
Thôi Dận tiếp tục lên kế hoạch đồ sát các hoạn quan, các hoạn quan đứng đầu là Hàn Toàn Hối cuối cùng đã phát hiện được điều này, các hoạn quan đã lệnh cho các binh sĩ Thần Sách quân tuyên bố rằng Thôi Dận không phát cho họ quân phục mùa đông hợp thức, đề xuất loại bỏ Thôi Dận. Đường Chiêu Tông đã buộc phải bãi chức Diêm-thiết chuyển vận sứ của Thôi Dận, các hoạn quan còn thuyết phục được Lý Kế Quân và quân Phượng Tường đứng về phía mình. Thôi Dận biết rằng các hoạn quan có ý muốn tiêu diệt mình, trở nên lo sợ và đã viết thư cho Chu Toàn Trung để thúc giục người này đem quân đến Trường An chống lại các hoạn quan. Chu Toàn Trung chấp thuận và bắt đầu huy động binh lính.
Khi hay tin quân của Chu Toàn Trung sắp tiến đến, Hàn Toàn Hối và các hoạn quan khác tin rằng Chu Toàn Trung có ý định đồ sát họ. Các hoạn quan phối hợp với Lý Kế Quân, Lý Kế Hối và Lý Ngạn Bật (Lý Kế Chiêu từ chối) bắt Đường Chiêu Tông cùng hoàng gia, đưa họ đến Phượng Tường. Thôi Dận và phần lớn các quan lại triều đình vẫn ở tại Trường An, song một số theo hoàng đế và các hoạn quan đến Phượng Tường. Sau khi Chu Toàn Trung đến Trường An để bàn bạc với Thôi Dận, ông ta tiến đến và bao vây Phượng Tường.
Cùng với việc Phượng Tường bị bao vây, các vị trí do Lý Mậu Trinh nắm giữ tại Quan Trung cùng dần rơi vào tay Chu Toàn Trung, trong khi Sơn Nam Tây đạo và các vị trí lân cận thì rơi vào tay Vương Kiến. Mùa thu năm 902, Chu Toàn Trung dùng kế dụ Lý Mậu Trinh đưa quân ra khỏi thành để tiêu diệt, và đến mùa đông thì Phượng Tường lâm vào tình thế tuyệt vọng. Sang mùa xuân năm 903, Lý Mậu Trinh cầu hòa với Chu Toàn Trung, giao hoàng đế Đường Chiêu Tông và hoàng gia cho Chu Toàn Trung và giết chết Hàn Toàn Hối cùng các hoạn quan đứng đầu khác. Chu Toàn Trung đưa Đường Chiêu Tông trở về Trường An, rồi tiến hành đồ sát các hoạn quan còn lại, kể cả những người không ủng hộ Hàn Toàn Hối, điều này trên thực tế đã khiến Thần Sách quân tan rã.
Tướng nhà Đường ở Doanh Châu là Lưu Nhân Cung đã rất am hiểu về các hoạt động quân sự của người Khiết Đan. Lưu Nhân Cung thường phái quân Đường đi cướp bóc các vùng đất của Khiết Đan, cũng như đốt đồng cỏ để khiến ngựa Khiết Đan không có thức ăn. Vào mùa đông năm 903, khi tù trưởng Khiết Đan là Gia Luật A Bảo Cơ phái nữ tế Thuật Luật A Bát (述律阿缽) đi đánh Sơn Hải quan của nhà Đường (đời vua Đường Chiêu Tông), con của Lưu Nhân Cung là Lưu Thủ Quang đã dùng mưu kế bắt được các chỉ huy quân Khiết Đan, đòi tiền chuộc.

## Bị Chu Toàn Trung kiểm soát
Sau khi Đường Chiêu Tông trở về Trường An, kinh thành nằm dưới quyền kiểm soát của Tuyên Vũ quân. Vào mùa xuân năm 904, Chu Toàn Trung hành động, buộc tội Thôi Dận cùng Trịnh Nguyên Quy và Trần Ban lạm dụng quyền lực, sau đó giết chết Thôi Dận và cộng sự. Sau đó, lấy lý do Lý Mậu Trinh có thể tiến công Trường An, Chu Toàn Trung buộc Đường Chiêu Tông phải bỏ Trường An và dời đô đến Lạc Dương. Trên đường đến Lạc Dương, Đường Chiêu Tông khiển gian sứ đem ngự trát cáo nan giao cho Vương Kiến, Dương Hành Mật và Lý Khắc Dụng để yêu cầu họ tiến công Chu Toàn Trung, song ngay lập tức không có phản hồi nào.

## Qua đời
Chu Toàn Trung từ lâu đã muốn giết chết Lý Dụ, bề ngoài lấy lý do là Lý Dụ từng soán vị, song thực tế vì Lý Dụ là con trưởng và có dung mạo anh tuấn. Đường Chiêu Tông phản đối ý định này của Chu Toàn Trung. Khi đó, các tiết độ sứ hùng mạnh là Lý Mậu Trinh, Lý Kế Huy, Lý Khắc Dụng, Lưu Nhân Cung, Vương Kiến, Dương Hành Mật và Triệu Khuông Ngưng đều thượng biểu đề nghị dời đô về lại Trường An. Chu Toàn Trung lo ngại rằng khi ông ta chiến đấu với các quân phiệt khác, Đường Chiêu Tông có thể tìm cách vùng lên chống lại ông ta ở Lạc Dương, do đó Chu Toàn Trung quyết tâm loại bỏ hoàng đế. Vào mùa thu năm 904, Chu Toàn Trung phái xu mật sứ Tương Huyền Huy (蔣玄暉), cùng con nuôi Chu Hữu Cung (朱友恭) và thống quân Thị Thúc Tông (氏叔琮) đem quân vào cung để sát hại Đường Chiêu Tông. Thoạt đầu, Tương Huyền Huy đổ tội giết vua cho hai phi tần là Bùi Trinh Nhất (裴貞一) và Lý Tiệm Vinh (李漸榮), song Chu Toàn Trung sau đó đã quy tội này cho Chu Hữu Cung và Thị Thúc Thông rồi buộc họ phải tự sát. Hoàng tử của Đường Chiêu Tông là Lý Tộ xưng là hoàng thái tử, sau đó xưng đế, tức Đường Ai Đế.

## Gia quyến
- Thân phụ: Đường Ý Tông Lý Thôi.
- Thân mẫu: Cung Hiến hoàng hậu Vương thị (恭憲皇后王氏, ? - 867), không rõ xuất thân. Trong năm Hàm Thông, được tuyển vào hậu đình, sinh ra Chiêu Tông thì liền mất. Khi Chiêu Tông lên ngôi, tôn làm Hoàng thái hậu, phụ vào Thái Miếu cùng Ý Tông, an táng vào An lăng (安陵)[18].
- Hậu phi:

1. Tích Thiện hoàng hậu Hà thị (積善皇后何氏, ? - 905), người Đông Thục. Trong năm Càn Ninh, được lập làm Hoàng hậu. Hạ sinh Lý Dụ, Lý Tộ và Bình Nguyên công chúa. Sau bị Hậu Lương Thái Tổ Chu Toàn Trung giết hại cả nhà.
2. Ngụy quốc phu nhân Trần thị, sau là phi tần của Lý Khắc Dụng.
3. Tấn quốc phu nhân Khả Chứng (可證), bị Chu Toàn Trung giết năm 904.
4. Phu nhân Bùi Trinh Nhất (裴貞一), bị Chu Toàn Trung giết năm 904.
5. Chiêu nghi Lý Tiệm Vinh (李漸榮), bị Chu Toàn Trung giết năm 904.

### Hoàng tử
- Lý Hựu (李祐), năm 897 sau cải thành Lý Dụ (李裕), trong giai đoạn 900-9001 cải thành Lý Chẩn (李縝), phong Đức vương năm 890, phong hoàng thái tử năm 897, trở thành hoàng đế vào năm 900-901, bị phế làm Đức vương năm 901, bị Chu Toàn Trung giết năm 905
- Lý Vũ (李祤), phương Đệ vương năm 894, bị Chu Toàn Trung giết năm 905
- Lý Hễ (李禊), phong Kiền vương năm 894, bị Chu Toàn Trung giết năm 905
- Lý Yên (李禋), phong Nghi vương năm 894, bị Chu Toàn Trung giết năm 905
- Lý Y (李禕), phong Toại vương năm 894, bị Chu Toàn Trung giết năm 905
- Lý Bí (李秘), phong Cảnh vương năm 897, bị Chu Toàn Trung giết năm 905
- Lý Kì (李祺), phong Kì vương ănm 897, bị Chu Toàn Trung giết năm 905
- Lý Chân (李禛), phong Nhã vương năm 898, bị Chu Toàn Trung giết năm 905
- Lý Tộ (李祚), năm 904 cải thành Lý Chúc (李柷), phong Huy vương năm 897, trở thành thái tử rồi hoàng đế năm 904
- Lý Tường (李祥), phong Quỳnh vương năm 898, bị Chu Toàn Trung giết năm 905
- Lý Trinh (李禎), phong Đoan vương năm 904
- Lý Kì (李祁), phong Phong vương năm 905
- Lý Phúc (李福), phong Hòa vương năm 905
- Lý Hi (李禧), phong Đăng vương năm 905
- Lý Hỗ (李祜), phong Gia vương năm 905
- Lý Đề (李禔), phong Dĩnh vương năm 906
- Lý Hựu (李祐), phong Thái vương năm 906

### Công chúa
- Tân An công chúa
- Bình Nguyên công chúa, kết hôn với Lý Kế Khản (李继偘)
- Tín Đô công chúa
- Ích Xương công chúa
- Đường Hưng công chúa
- Đức Thanh công chúa
- Thái Khang công chúa
- Vĩnh Minh công chúa, mất sớm
- Tân Hưng công chúa
- Phổ An công chúa
- Lạc Bình công chúa